# 锅匠、裁缝、士兵、间谍
《锅匠、裁缝、士兵、间谍》是约翰·勒卡雷1974年出版的一部谍报小说，讲述的是乔治·史迈利在重重困难下寻找潜伏在英国秘密情报局的苏联间谍的故事。

## 创作背景
1950年代，英国秘密情报局先后有4个人被发现是苏联间谍：盖·伯吉斯、唐纳德·麦克莱恩、金·菲尔比、安东尼·布伦特，这使得苏联窃取了大量英国情报，其中金·菲尔比于1963年叛逃苏联，约翰·勒卡雷曾经说过金·菲尔比曾经向苏联告发了自己的间谍身份，导致他不得不于1964年退出英国情报机构。约翰·勒卡雷在《锅匠、裁缝、士兵、间谍》裡塑造了苏联间谍「地鼠」（mole）的形象，他的原型被认为是金·菲尔比。

## 史迈利三部曲
《锅匠、裁缝、士兵、间谍》是史迈利三部曲的第一部，第二部为《榮譽學生》，第三部为《史迈利的人马》。

## 內容簡介
英國秘密情報局的駐地稱為“圓場”（The Circus），局長的代號為“老總”（Control），秘密情報局的高級特工有副局長喬治·史邁利（George Smiley），部門主管托比·伊斯特哈斯（Toby Eesterhase）、珀西·阿勒萊恩（Percy Alleline）、羅伊·布蘭德（Roy Blande）、吉姆·普里多（Jim Prideaux）、比爾·海頓（Bill Haydon）等。監管情報系統的內閣高官是奧利弗·拉康（Oliver Lacon），他是秘密情報局局長“老總”的上級。
1955年，蘇聯情報機構開展清洗活動，蘇聯駐紮在外國的情報人員人心惶惶，喬治·史邁利趁機四處策反蘇聯情報人員。期間史邁利在印度遇見了卡拉(Karla)。卡拉對蘇聯有者狂熱的信念, 雖然明知道回國可能被處決，也不願回應喬治·史邁利的策反，只是收下了史邁利妻子給史邁利的打火機，選擇回到蘇聯。卡拉回到蘇聯後，成功反轉了處境，還成為了蘇聯情報機構的高級官員, 繼續四處培訓蘇聯情報人員。
多年後, 老總通過其它渠道確定其局內潛伏著一個蘇聯間諜，他把嫌疑犯縮小到5名高層人員，依次將其命名為鍋匠（珀西·阿勒萊恩）、裁縫（比爾·海頓）、士兵（羅伊·布蘭德）、窮人（托比·伊斯特哈斯）、乞丐（喬治·史邁利）。這時, 有一個捷克斯洛伐克將領表示願意向英國投誠並告訴老總此蘇聯臥底的訊息，老總於是派吉姆·普里多去捷克斯洛伐克與這名將領接頭，試圖獲得蘇聯臥底的名字。但是此計劃卻被洩漏,吉姆·普里多在與線人接頭時被射殺並差點引起外交衝突。一連串的事件使得英國情報局高層大洗牌。老總、喬治·史邁利、和一些人員都被迫退休。彼得·吉勒姆則被迫降職。老總也在不久後病逝。圓場由珀西·阿勒萊恩接管。
彼得·吉勒姆（Peter Guillam）被降職為圓場的特別行動小組“剝頭皮小組”(Scalphunters)的組長。他手下的特工里基·塔爾（Ricki Tarr）接獲任務到香港追蹤蘇聯派至香港的貿易代表鮑里斯（Boris）。經過調查, 塔爾確認鮑里斯雖為蘇聯情報局的一員,但對英國並無利用價值。但就在塔爾要返回英國的前夕, 他認識了鮑里斯同為蘇聯情報員的妻子伊琳娜（Irina）。伊琳娜向塔爾表明自己想要判離蘇聯的意願, 並表示如果塔爾願意替自己和英國情報中央接頭, 她能提供關於英國情報局內部間諜的機密訊息。塔爾一方面基於伊琳娜的情報價值,另一方面基於他對伊琳娜的情感, 便把伊琳娜願意叛離的意願加急發回英國, 卻不小心在電報中透漏出有關英國內奸的信息。出乎塔爾的意料之外, 英國情報中心的高層非但沒有迅速處理他的電報, 甚至不斷拖延時間。在香港的蘇聯貿易代表團也似乎獲得消息而迅速行動。伊琳娜就此消失, 只留下一本筆記給塔爾, 告訴他蘇聯臥底在替卡拉工作,而和臥底接洽的人就是在倫敦蘇聯大使館的阿列克西·波利亞科夫（Alexsey Polyakov）。塔爾發現情況有異, 並開始深信英國行報局高層有內奸, 開始逃亡。
塔爾從香港輾轉逃回英國，秘密聯系上奧利弗·拉康，告訴他秘密情報局內潛伏著一個蘇聯間諜。拉康經過老總的事件也開始懷疑有異。拉康分析被逼走的史邁利和被降職的吉勒姆不可能是間諜, 便要求史邁利擔任這份調查工作, 並由吉勒姆從旁協助。史邁利勉強答應, 但要求他必須要能取得情報局內部的文件,並拉了一名他信任的前蘇格蘭警場的警探,曼戴爾(Mendel)幫忙 。透過了一連串的內部文件,史邁利發現了情報局內部奇怪的金流, 也找到了其他可以提供線索的情報人員和原本大家以為已在捷克被槍殺的普里多。
普里多在捷克掉入圈套並被槍擊,但隨後便被救活,送往蘇聯。普里多表示他在這段期間被嚴刑審問, 審問者包括卡拉及波利亞科夫。蘇聯情報局對普里多在捷克的任務瞭若指掌, 他們只在乎蘇聯臥底的身分是否暴露,還有老總及英國情報局其餘人員對於內奸的了解。普里多之後便被秘密送回英國並被圓場告知他已經死了, 必須消失。連比爾·海頓, 普里多的密友/愛人都沒有與他相見。史邁利事後告訴普里多, 因為這個事件使得普里多所培養的捷克情報員全數曝光並被蘇聯槍殺。
種種的線索讓史邁利相信掌管代號 “巫術行動”的4人 -- 珀西·阿勒萊恩、比爾·海頓、羅伊·布蘭德、托比·伊斯特哈斯都和阿列克西·波利亞科夫有直接接觸, 但內奸只有一人。史邁利向托比·伊斯特哈斯施加壓力，知道了“巫術行動”中的用來和阿列克西·波利亞科夫（Alexsey Polyakov）接頭的房子。這時, 里基·塔爾按照史邁利的計畫從巴黎情報站發秘密電報給阿勒萊恩,宣稱他有關於蘇聯臥底的情報要提供給圓場。這封電報另阿勒萊恩、海頓、和布蘭德召開緊急會議。不久後,便有人趕往接頭的房子與阿列克西·波利亞科夫商量應對事宜。但是喬治·史邁利早就埋伏在此。終於, 喬治·史邁利親眼確認內奸便是和他共事多年, 圓場的支柱之一，比爾·海頓。
比爾·海頓被捕後接受審問並準備被遣送到蘇聯,作為和卡拉情報交換的籌碼。不過海頓卻在被遣送之前遭到暗殺身亡，書中暗示是吉姆·普里多所為。

## 改编作品
- 1979年，改编为电视剧《锅匠、裁缝、士兵、间谍（英语：Tinker Tailor Soldier Spy (miniseries)）》。
- 1988年，改编为广播剧。
- 2011年，改编为电影《锅匠、裁缝、士兵、间谍》。